# La Victoria, Calakmul
La Victoria är en ort i Mexiko.   Den ligger i kommunen Calakmul och delstaten Campeche, i den östra delen av landet, 1 000 km öster om huvudstaden Mexico City. La Victoria ligger 229 meter över havet och antalet invånare är 185.
Terrängen runt La Victoria är platt. Runt La Victoria är det glesbefolkat, med 8 invånare per kvadratkilometer. Närmaste större samhälle är Ingeniero Ricardo Payro Jene, 12,2 km nordväst om La Victoria. I omgivningarna runt La Victoria växer i huvudsak städsegrön lövskog.